# امیکرون کژدم
امیکرون کژدم یک ستاره است که در صورت فلکی کژدم قرار دارد.